# Болохов (місто)
Болохів — давньоруське місто, згадане в Київському та Галицько-Волинському літописах, що дав назву Болохівській землі.

## Історія
Перша літописна згадка про Болохово пов'язано з 1150 роком, коли Володимирко, князь Галицький, йшов з Галича до Києва через Болохов: «і приде Ізяславу вість, еже Володимирко перешед Болохово, ідеть повз Мунарева до Володареву».
Друга згадка відноситься до 1170 року, коли Мстислав II Ізяславович через Болохов втік з Києва до Володимира. Третя згадка припадає на 1231 рік, четверте, з приводу нападу Данила Галицького, на 1241 рік, і, нарешті, останнє на 1257 рік. Після знищення Даниловим військом древнього Болохова жителі цього міста поховались у лісах. І організували поселення. Жили відлюдкувато, усамітнено. Коли їх зустрічали подорожні й запитували: "Чиї ви?", ті відповідали:"Болоховські". 
Місто Болохов згадується також в Київському літописі. Там розповідається про війну 1150 року за київський великокнязівський стіл між Ізяславом Мстиславичем і його дядьком Юрієм Долгоруким.
На місці поселення існує населений пункт Борушківці, за 7 км від сучасного Любара, колишнього Болохова.

## Городище
За даними Андрія Кузи, городище Болохово знаходиться в межах міста сучасного Любара Житомирської області. Воно розташоване на мисі на лівому березі річки Случі. При його обстеженні знайдені гончарна, добре профільована кераміка XII—XIII століть, шиферні пряслиця, уламки скляних браслетів тощо. Поселення, мабуть, складалося з двох укріплених частин загальною площею 1 гектар, розділених ровом. Південно-західний майданчик, неправильно овальний в плані, був укріплений валом по всьому периметру. В'їзд знаходився на західніше.